# Mont Malinvern
Le mont Malinvern est un sommet de la crête frontière entre la France et l'Italie. Sa partie française est située sur le territoire de la commune d'Isola, dans le département des Alpes-Maritimes.

## Toponymie
Malinvern signifie « mauvais hiver ».

## Historique
La première ascension est effectuée par le versant sud-est, par le lieutenant Siccardi en 1878. La première ascension hivernale connue est effectuée le 18 février 1934, par A. Ciglia, A. Frisoni, A. Sabbadini et E. Stagno.

## Géographie
Le Malinvern est le plus haut sommet situé dans le secteur d'Isola 2000. Il possède deux cimes distinctes, séparées d'environ 300 m, et reliées par une série d'arêtes :
- la cime principale ou cime sud, d'environ 2 938 m d'altitude ;
- la cime nord-ouest, 2 931 m d'altitude.

Le mont Malinvern domine les lacs de Terre Rouge, au sud, et se situe au sud-est de la cime de la Lombarde. Il domine la vallée du Rio Freddo, au nord, en Italie. D'un point de vue géologique, le mont Malinvern est constitué de gneiss.

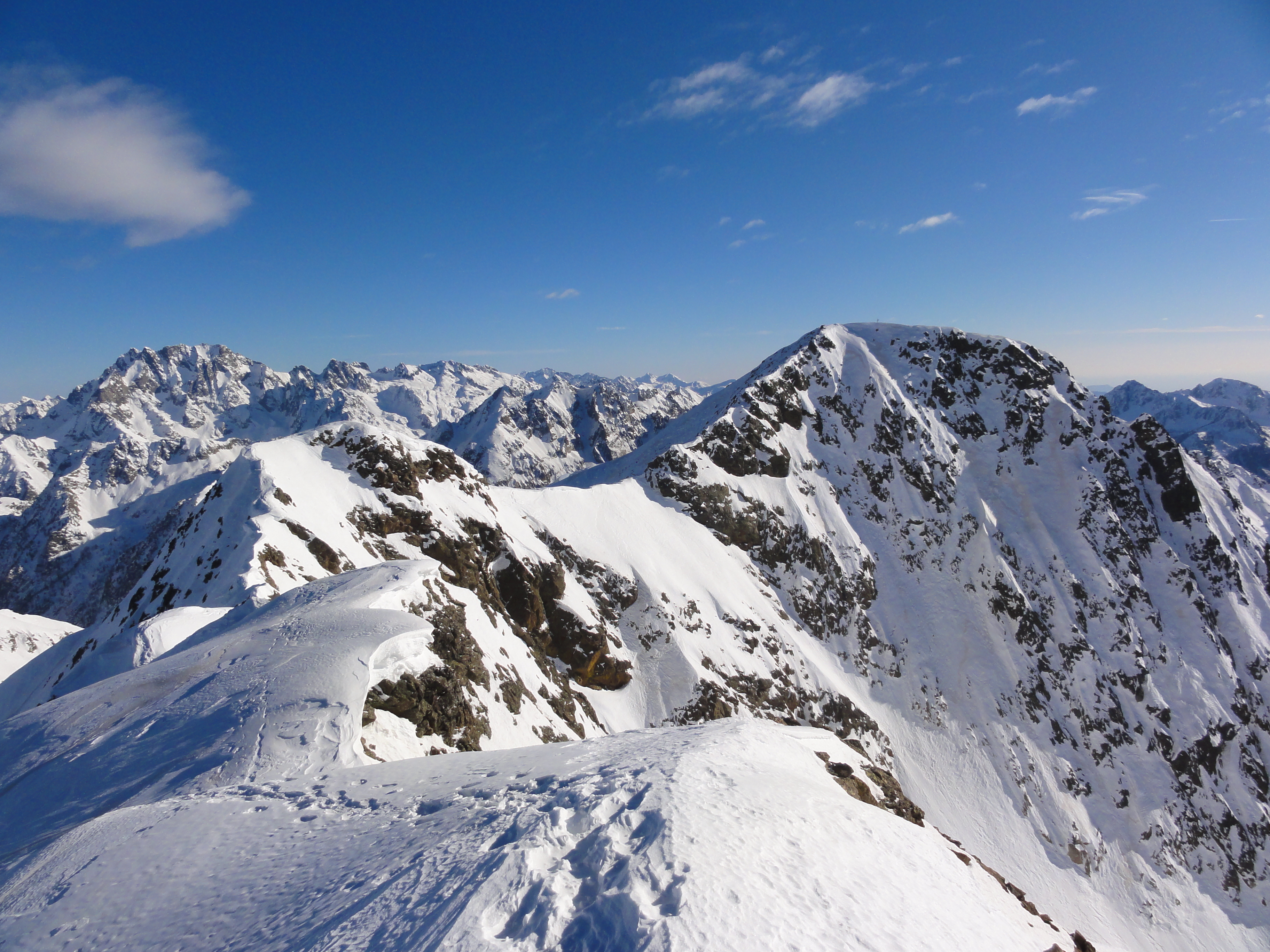
Cime principale du Malinvern, vue depuis la cime secondaire ou nord-ouest.

## Accès
L'itinéraire de la voie normale démarre de la station d'Isola 2000. Il remonte jusqu'aux lacs de Terre Rouge, puis remonte vers l'est jusqu'à la baisse de Druos. L'itinéraire remonte ensuite l'arête sud par son versant est, jusqu'au sommet.